# یوکا کادو
یوکا کادو (انگلیسی: Kado Yuka؛ زادهٔ ۱۹ ژوئن ۱۹۹۰) بازیکن فوتبال است که در تیم ملی فوتبال زنان ژاپن بازی کرده‌است.